# カメルーンの大統領
カメルーンの大統領（カメルーンのだいとうりょう、フランス語: Présidents de la République du Cameroun、英語: President of Republic of Cameroon）は、カメルーン共和国の国家元首たる大統領である。

## 概要
フランスからの独立後、1960年に設立された。この職は、1960年5月5日から1982年11月6日までアフマドゥ・アヒジョが務め、1982年11月6日からはポール・ビヤが務めた。ビヤ自ら、憲法改正で2008年に任期撤廃を行っている。
政府の長と規定されている首相は大統領の補佐機関でしかない。憲法では三権分立が規定されているものの、事実上司法府や立法府も大統領の統制下である。大統領が死亡、辞任の際は上院議長が一時的に大統領の職務を遂行する。

### 権限
- 首相を含む閣僚、州知事の任免権
- 国営企業代表の指名権及び解任権
- 国軍の最高指揮権
- 宣戦布告および講和条約締結権
- 経済政策の承認権
- 外交交渉権
- 大統領令布告権
- 最高裁判所長官指名権
- 法律拒否権

## 大統領の一覧
| カメルーン共和国     |                                             |                               |                          |                        |                              |                                  |                     |
| 代                   | 大統領                                      | 大統領                        | 所属政党                 | 期                     | 在任期間                     | 在任期間                         | 備考                |
| 0－                  | アマドゥ・アヒジョ Ahmadou Babatoura Ahidjo |                               | カメルーン連合 (CU)      | 1                      | 1960年1月1日 - 1960年5月5日  | 125日                            | 暫定大統領 （首相） |
| カメルーン共和国     |                                             |                               |                          |                        |                              |                                  |                     |
| 01                   | アマドゥ・アヒジョ Ahmadou Babatoura Ahidjo |                               | カメルーン連合 (CU)      | 1                      | 1960年5月5日 - 1961年10月1日 | 1年 + 149日 （計 1年 + 273日）   |                     |
| カメルーン連邦共和国 |                                             |                               |                          |                        |                              |                                  |                     |
| (1)                  | アマドゥ・アヒジョ Ahmadou Babatoura Ahidjo |                               | カメルーン連合 (CU)      | 1                      | 1961年10月1日 - 1965年       | 10年 + 245日 （計 12年 + 153日） |                     |
| (1)                  | アマドゥ・アヒジョ Ahmadou Babatoura Ahidjo | 2                             | カメルーン連合 (CU)      | 1965年 - 1966年        |                              | 10年 + 245日 （計 12年 + 153日） |                     |
| (1)                  | アマドゥ・アヒジョ Ahmadou Babatoura Ahidjo | 2                             | カメルーン国民連合 (UNC) | 1966年 - 1970年        |                              | 10年 + 245日 （計 12年 + 153日） |                     |
| (1)                  | アマドゥ・アヒジョ Ahmadou Babatoura Ahidjo | 3                             | カメルーン国民連合 (UNC) | 1970年 - 1972年6月2日  |                              | 10年 + 245日 （計 12年 + 153日） |                     |
| カメルーン連合共和国 |                                             |                               |                          |                        |                              |                                  |                     |
| (1)                  | アマドゥ・アヒジョ Ahmadou Babatoura Ahidjo |                               | カメルーン国民連合 (UNC) | 1                      | 1972年6月2日 - 1975年        | 10年 + 157日 （計 22年 + 309日） |                     |
| (1)                  | アマドゥ・アヒジョ Ahmadou Babatoura Ahidjo | 2                             | カメルーン国民連合 (UNC) | 1975年 - 1980年        |                              | 10年 + 157日 （計 22年 + 309日） |                     |
| (1)                  | アマドゥ・アヒジョ Ahmadou Babatoura Ahidjo | 3                             | カメルーン国民連合 (UNC) | 1980年 - 1982年11月6日 |                              | 10年 + 157日 （計 22年 + 309日） |                     |
| 02                   | ポール・ビヤ Paul Biya                      |                               | カメルーン国民連合 (UNC) | 4                      | 1982年11月6日 - 1984年2月4日 | 1年 + 90日                       |                     |
| カメルーン共和国     |                                             |                               |                          |                        |                              |                                  |                     |
| (2)                  | ポール・ビヤ Paul Biya                      |                               | カメルーン国民連合 (UNC) | 1                      | 1984年2月4日 - 1985年        | 41年 + 36日 （計 42年 + 126日）  |                     |
| (2)                  | ポール・ビヤ Paul Biya                      | カメルーン人民民主連合 (RDPC) | 1985年 - 1988年          | 1                      |                              | 41年 + 36日 （計 42年 + 126日）  |                     |
| (2)                  | ポール・ビヤ Paul Biya                      | カメルーン人民民主連合 (RDPC) | 2                        | 1988年 - 1992年        |                              | 41年 + 36日 （計 42年 + 126日）  |                     |
| (2)                  | ポール・ビヤ Paul Biya                      | カメルーン人民民主連合 (RDPC) | 3                        | 1992年 - 1997年        |                              | 41年 + 36日 （計 42年 + 126日）  |                     |
| (2)                  | ポール・ビヤ Paul Biya                      | カメルーン人民民主連合 (RDPC) | 4                        | 1997年 - 2004年        |                              | 41年 + 36日 （計 42年 + 126日）  |                     |
| (2)                  | ポール・ビヤ Paul Biya                      | カメルーン人民民主連合 (RDPC) | 5                        | 2004年 - 2011年        |                              | 41年 + 36日 （計 42年 + 126日）  |                     |
| (2)                  | ポール・ビヤ Paul Biya                      | カメルーン人民民主連合 (RDPC) | 6                        | 2011年 - 2018年        |                              | 41年 + 36日 （計 42年 + 126日）  |                     |
| (2)                  | ポール・ビヤ Paul Biya                      | カメルーン人民民主連合 (RDPC) | 7                        | 2018年 - （現職）      |                              | 41年 + 36日 （計 42年 + 126日）  |                     |